# Розширення Європейських Співтовариств (1973)
Розширення Європейських Співтовариств у 1973 році було першим розширенням Європейських Співтовариств (ЄС), нині Європейського Союзу (ЄС). Данія, Ірландія та Сполучене Королівство приєдналися до ЄС 1 січня 1973 року. Гібралтар і Ґренландія також приєдналися до ЄС як частина Сполученого Королівства та Королівства Данія відповідно, але Данські Фарерські острови, інші британські заморські території та коронні території Сполученого Королівства не приєдналися до ЄС.
Ірландія та Данія провели референдуми в 1972 році в травні та жовтні відповідно, а Сполучене Королівство провело референдум у 1975 році щодо членства в ЄС, на якому було схвалено членство в ЄС. Норвегія планувала приєднатися, але це було відхилено на референдумі, проведеному у вересні 1972 року. У 1992 році Норвегія знову подала заявку на приєднання, але виборці знову відхилили пропозицію на референдумі 1994 року.
Пізніше Ґренландія вийшла з ЄС 1 січня 1985 року після референдуму 1982 року. Після цього в 2016 році Сполучене Королівство провело референдум щодо членства, в результаті якого Сполучене Королівство проголосувало за вихід із Європейського Союзу.

## Передумови
Сполучене Королівство все ще оговтувалося від економічних втрат Другої світової війни. Ірландія, будучи незалежною державою, економічно залежала від Великої Британії, на частку якої припадало майже 75% експорту Ірландії, як зазначено в англо-ірландській угоді про вільну торгівлю 1966 року.
У 1960 році було створено Європейську асоціацію вільної торгівлі (ЄАВТ), яку утворили Австрія, Данія, Норвегія, Португалія, Швеція, Швейцарія та Сполучене Королівство. Ці країни часто називали зовнішньою сімкою, на відміну від внутрішньої шістки членів-засновників Європейського співтовариства (ЄС). ЄАВТ було засновано конвенцією, відомою як Стокгольмська конвенція в 1960 році, з метою лібералізації торгівлі товарами між її державами-членами. 31 липня 1961 року Сполучене Королівство, Ірландія  та Данія подали заявку на приєднання до ЄС. У 1963 році після переговорів Франція наклала вето на заявку Сполученого Королівства через відразу Шарля де Голля до цієї держави, державу, яку він вважав «троянським конем» Сполучених Штатів Америки. Де Голль пішов у відставку з поста президента Франції в 1969 році. У 1970-х роках країни ЄАВТ уклали угоди про вільну торгівлю з ЄС.

## Вплив
| країни-члени         | Населення             | Площа (км²)          | ВВП (млрд. дол. США) | ВВП на душу населення (дол. США) | Мови                   |
| -------------------- | --------------------- | -------------------- | -------------------- | -------------------------------- | ---------------------- |
| Данія                | 5 021 861             | 2,209,180            | 70,032               | 59 928 доларів США               | данська                |
| Ірландія             | 3 073 200             | 70,273               | 21.103               | 39 638 доларів США               | англійська, ірландська |
| Велика Британія      | 56 210 000            | 244 820              | 675,941              | 36 728 доларів США               | англійська             |
| Країни-кандидати     | 64 305 061            | 2,524,273            | 767,076              | 11 929                           | 3                      |
| Існуючі члени (1973) | 192,457,106           | 1 299 536            | 2,381,396            | 12,374                           | 4                      |
| EC9 (1973)           | 256,762,167 (+33,41%) | 3,465,633 (+266,68%) | 3148,472 (+32,21%)   | 12,262 (-0,91%)                  | 7                      |